# Ваншот
Ваншо́т, ван-шо́т (англиц. от one-shot «один удар, выстрел») — комикс, опубликованный как единый самостоятельный выпуск с законченным сюжетом, то есть не являющийся продолжением (расширением) ранее опубликованного сюжета. В телевизионной индустрии аналогом ваншота может служить пилотный эпизод телесериала, сюжетно не связанный с дальнейшими эпизодами.

## Япония
В индустрии японской манги — концепция ваншота выражается термином yomikiri (яп. 読み切り) — это подразумевает, что такой комикс представлен в полном объёме без каких-либо продолжений. Ваншот-манга чаще всего создаются для конкурсов, и иногда перерастает в полноценную мангу (совсем как телевизионный пилот). Многие популярные манги начиналась как ваншот историй, в том числе «Драконий жемчуг», «Кулак Полярной звезды», «Наруто», «Блич», «Большой куш», «Берсерк», Kinnikuman, «Тетрадь смерти», а также многие другие. Некоторые известные авторы манги (мангаки), такие как Акира Торияма и Румико Такахаси, работали над многочисленными ваншотами одновременно с основными своими сериализованными работами. «Восходящие звезды манги» был ежегодным конкурсом на создание манга-ваншотов на оригинальном английском языке, многие из которых стали полноценными мангами.

## США
В США ваншоты обычно помечены «#1» несмотря на отсутствие следующих частей, а также иногда с подзаголовком «специальные». В некоторых случаях персонаж или концепт получает ваншот, когда персонаж не является достаточно финансово прибыльным, чтобы заслужить постоянной или ограниченной серии, но всё ещё достаточно популярен, чтобы быть опубликованным на регулярной основе, ежегодно или ежеквартально. Свежий пример из серии ваншотов — это комиксы Marvel — «Франклин Ричардс: сын гений». Этот тип ваншотов не следует путать с ежегодными комиксами, которые, как правило, являются сопутствующими публикациями для установленной серии комиксов.

## Другие страны
Термин был заимствован франко-бельгийской комикс-индустрией с тем же значением, хотя это слово в основном относится к одиночным альбомам с законченным сюжетом, без продолжений.